# Belagerung des Alcázars von Toledo
Gijón –
Oviedo –
Alcázar von Toledo –
Mérida –
Badajoz –
Guipúzcoa –
Mallorca –
Sierra Guadalupe –
Talavera de la Reina –
Madrid –
Straße nach Coruña –
Málaga –
Jarama –
Guadalajara –
Krieg im Norden (Durango, Guernica, Santander) –
Brunete –
Belchite –
Teruel –
Cabo de Palos –
Aragon –
Ebro –
Katalonien
Die Belagerung des Alcázars von Toledo, die von Ende Juli bis Ende September 1936 dauerte, war eines der wichtigsten Medienereignisse zu Beginn des Spanischen Bürgerkrieges. Die „Befreiung“ der militärisch eher unbedeutenden Festung durch Francos Armee wurde zum Gründungsmythos des franquistischen Staates – zwei Tage später erklärte sich Franco selbst zum Generalísimo. Auch von den Medienapparaten der faschistischen Bündnispartner Deutschland und Italien wurde die Belagerung ausgiebig propagandistisch inszeniert.

## Historischer Ablauf
Toledo lag kurz nach Beginn des Bürgerkriegs im Juli 1936 tief in republikanischem Gebiet. Der Militärgouverneur von Toledo, Oberst José Moscardó, stellte sich auf die Seite der Rebellen gegen die republikanischen Milizen und verschanzte sich mehrere Monate lang mit rund hundert Offizieren und Soldaten, 800 Guardia-Civil-Männern, Falange-Mitgliedern und einer Handvoll Kadetten der Infanterieakademie von Toledo – die Zahl und Bedeutung der Kadetten wurde später von der nationalistischen Propaganda glorifiziert – in der nahe gelegenen Festung des Alcázars.
Außerdem befanden sich etwa 550 Frauen und Kinder der Kämpfer im Alcázar sowie mehrere Dutzend republikanische Geiseln, darunter der Zivilgouverneur Toledos. Die Geiseln sind offenbar während der Belagerung getötet worden. Die Kadetten der Militärschule waren zum Zeitpunkt des Aufstandes bereits in den Sommerurlaub verabschiedet worden, so dass nur eine Handvoll von ihnen tatsächlich an der Verteidigung des Alcázars teilnahm. Bei der Einnahme Toledos durch die franquistischen Truppen unter General José Enrique Varela gab es ein grausames Massaker an republikanischen Soldaten und der Zivilbevölkerung. Kriegsberichterstatter waren bezeichnenderweise während des letzten Angriffs auf die Stadt nicht zugelassen.
Die republikanischen Kräfte beliefen sich auf etwa 8000 Milizionäre der FAI, CNT und UGT. Sie verfügten über mehrere Artilleriegeschütze, einige gepanzerte Fahrzeuge und zwei oder drei Panzer. Die republikanische Luftwaffe flog Aufklärungsflüge und bombardierte den Alcázar insgesamt 35 mal.
Die militärische Bedeutung der Stadt Toledo und des Alcázars war für beide Seiten gering. Francos Entscheidung, Elitetruppen zur Befreiung des Alcázars von der Madrider Front für mehrere Wochen abzuziehen, gab der republikanischen Regierung Zeit, durch militärische Gegenmaßnahmen die schnelle Eroberung der Hauptstadt zu verhindern. Franco gewann damit allerdings genügend Zeit, um seine Stellung als Führer der Aufstandsbewegung zu sichern. Unmittelbar nach Beendigung der Belagerung wurde er zum Führer („Caudillo“) der Militärjunta ausgerufen.

## Belagerung
21. Juli

Um sieben Uhr morgens verlas der Kommandant der Militärakademie José Moscardó eine Erklärung, die das Kriegsrecht ausrief. Es wurde angeordnet, die bekannten republikanischen Anführer von Toledo zu verhaften. Jedoch wurde nur der Direktor des Gefängnisses inhaftiert.
Die aus Madrid kommenden republikanischen Truppen erreichten zuerst das Hospiz von Tavera in den Vororten von Toledo. Da sie jedoch von diesem Gebäude her unter schweren Beschuss gerieten, lenkten sie ihren Angriff auf die Waffenfabrik. Eine Abteilung von 200 Männern der Guardia Civil war in dem Hospiz stationiert und begann, über die Kapitulation zu verhandeln. Während der Verhandlungen gelang es den Truppen der Guardia Civil, mehrere mit Munition beladene Lastwagen von der Fabrik in den Alcázar zu bringen, bevor sie die Fabrik evakuierten und zerstörten.
22. Juli bis 13. August

Bis zum 22. Juli kontrollierten die republikanischen Truppen fast ganz Toledo und versuchten die Aufgabe des Alcázars durch Artilleriebeschuss und Aushungerung herbeizuführen. Während der Belagerung beschränkten sich die Eingeschlossenen auf eine passive Verteidigung und erwiderten das Feuer nur, wenn sie selber angegriffen wurden.
14. August bis 17. September

Am 14. August wechselten die republikanischen Truppen ihre Taktik, nachdem sie festgestellt hatten, dass die Verteidiger auf der Nordseite des Alcázars geschwächt waren. Während der nächsten fünf Wochen griffen sie elfmal vergeblich das Haus der Militärregierung an. Die ersten Anzeichen der vorrückenden nationalistischen Truppen zeigten sich am 22. August, als ein von Franco geschicktes Flugzeug Flugblätter über dem Alcázar abwarf, das den Eingeschlossenen baldige Befreiung versprach.
18. September

Seit dem 16. August waren die republikanischen Truppen dabei, zwei Stollen zum südwestlichen Turm des Alcázars zu graben. Am 18. September wurden die beiden Minen von Francisco Largo Caballero gezündet. Der Turm stürzte in sich zusammen und begrub die dortigen Verteidiger unter sich. Etwa zehn Minuten später begannen die republikanischen Truppen, unter Zuhilfenahme von gepanzerten Fahrzeugen und Panzern, mit dem Angriff auf den Alcázar. Der Angriff schlug jedoch auf Grund der heftigen Gegenwehr fehl.
19. bis 26. September

Durch den Artilleriebeschuss war eine Kommunikation mit den Gebäuden außerhalb des Alcázars nicht mehr möglich, was am 21. September dazu führte, dass den Verteidigern der Rückzug befohlen wurde. Am 23. September um fünf Uhr eroberten die republikanischen Truppen die nördliche Mauer der Alcázars und drangen in den Innenhof des Alcázars vor. Dieser Angriff wurde von hinzu gerufenen Reserven jedoch zurückgeschlagen. Am gleichen Morgen kam es zu einem weiteren Angriff, der jedoch ebenfalls fehlschlug.
Am 26. September erreichten die nationalistischen Truppen das Dorf Bargas, 6,5 Kilometer nördlich von Toledo. Die Lage der Republikaner wurde aussichtsloser, und es kam zu einem letzten Versuch, den Alcázar zu erobern. Der Versuch schlug gleichfalls fehl, und kurze Zeit später trafen die nationalistischen Truppen in Toledo ein. Die republikanischen Truppen zogen sich nach Aranjuez zurück, und die verbliebenen Republikaner wurden massakriert, einschließlich 200 verwundeter Milizionäre.

## Mediale Inszenierung

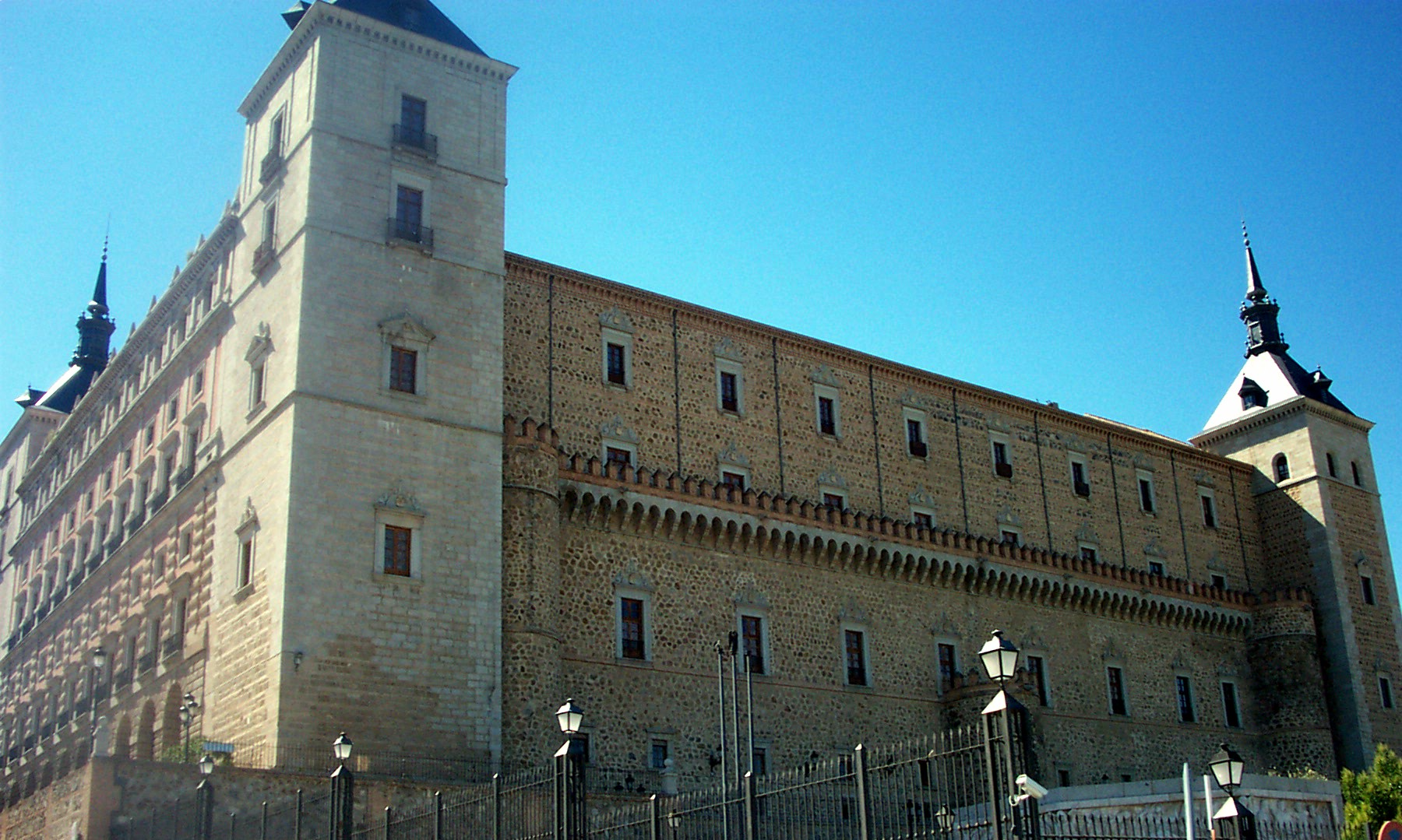
Der Alcázar heute

Über den spanischen Bürgerkrieg berichteten nicht allein Journalisten, Fotografen und Kameraleute aus den verschiedensten Ländern, die internationale Bedeutung der jeweiligen Medienereignisse wurde oft auch noch zusätzlich betont: „Toledo. Dieses Wort hat strahlenden Klang! Die ganze Welt horcht auf, wenn Telegraph und Rundfunk diesen Namen nennt“, schrieb etwa im September 1936 ein Kriegsberichterstatter des Völkischen Beobachters.
Die Belagerung des Alcázars von Toledo bot sich für die mediale Inszenierung als eines der ersten Ereignisse an, die nicht nur lokal klar abgrenzbar waren, sondern auch eine deutlich erkennbare „Story“ anboten, die sich narrativ an die Erwartungen des jeweiligen Publikums anpassen ließen.
Toledo und sein Alcázar boten dazu als lieux de mémoire (Erinnerungsorte) besonderes Potential für eine medial wirksame narrative Modellierung (Emplotment): die Festung wurde seit dem Mittelalter mehrmals belagert, zerstört und wiederaufgebaut. Legendär war die (Rück-)Eroberung Toledos während der Reconquista im Jahr 1085. Der im 16. Jahrhundert unter Karl V. errichtete Alcázar stellte vor der Verlegung der Hauptstadt nach Madrid das Regierungszentrum des spanischen Reiches dar, und in Toledo amtierte zugleich die Inquisition. Gerade im Kontext der historischen Reconquista ließ sich die Belagerung der Festung im Jahr 1936 als symbolhafte Verdichtung des neuen „Glaubenskrieges“ zwischen Faschismus und Kommunismus darstellen. Die Rückeroberung des Alcázars konnte als ein erster Schritt verstanden werden, für die „Wiedervereinigung“ Spaniens unter franquistischer Führung.
Die Belagerung und Befreiung des Alcázars behielt über ihren unmittelbaren Nachrichten- und Propagandawert hinaus herausragenden Stellenwert in der franquistischen Erinnerungskultur. Zahlreiche bereits während der Belagerung von den Medien kolportierte Mikro-Erzählungen fanden Eingang in literarische und filmische Umsetzungen des Stoffes, die sich auch außerhalb Spaniens nachweisen lassen. Erst diese nachträglichen Bearbeitungen haben die Bedeutung des Ereignisses im kulturellen Gedächtnis konstituiert, das durch den fortgesetzten Figurationsprozess (vgl. Hayden White) legendarischen Charakter erhalten hat.

### Elemente der Legende
Wichtiger Bestandteil der Legende ist die angebliche Beteiligung der Kadetten von Toledo an den Kämpfen. Die Kadetten der dortigen Militärschule waren zum Zeitpunkt des Aufstandes jedoch bereits in den Sommerurlaub verabschiedet worden, so dass nur eine Handvoll von ihnen tatsächlich an der Verteidigung des Alcázars teilnahm. Diese Tatsache wurde zwar relativ früh während der Belagerung bekannt, sie wurde jedoch von den Medien teilweise verschwiegen, um die Dramatik des Geschehens zu erhöhen.
Der eigentliche Kern der Alcázar-Legende ist allerdings eine individuelle Opferungsgeschichte, die sich sowohl an alttestamentliche (Opferung Isaaks) sowie spanische Vorbilder (Guzmán el Bueno) aus dem kulturellen Gedächtnis orientiert. Der Sohn des Alcázar-Kommandeurs wurde von den Belagerern gefangen genommen und als Druckmittel eingesetzt, um die Kapitulation der Festung zu erzwingen. Der Legende zufolge widersetzte sich der Kommandeur Moscardó in einem dramatischen Telefongespräch mit dem republikanischen Befehlshaber der Belagerungsarmee diesem Erpressungsversuch, was zur unmittelbaren Exekution seines Sohnes geführt haben soll.

### Mediale Inszenierungen in Spanien und Italien
Die italienisch-spanische Koproduktion Sin novedad en el Alcázar von Augusto Genina aus dem Jahr 1940 spielte eine zentrale Rolle bei der Verankerung des Medienereignisses im nationalen Gedächtnis des franquistischen Spaniens, aber auch Italiens und Deutschlands. Im Vorspann der spanischen Version heißt es zur Funktion dieser Produktion:
„Dieser Film soll auf der Leinwand das erhabene Heldentum der Verteidiger des Alcázars („el sublime heroísmo de los defensores del Alcázar“) ins Gedächtnis rufen.“ Zudem wird betont, alle Geschehnisse dieses „glorreichen Epos“ („gloriosa epopeya“) und alle auftretenden Personen seien angeregt durch Zeugenaussagen und authentische historische Dokumente („testimonios y documentos de absoluta autenticidad histórica“). Zumindest trifft zu, dass alle Elemente der Legende vom Alcázar präsent sind, ihnen wird im Film jedoch lediglich der Anspruch auf dokumentarische Authentizität versehen. Nicht nur der fiktive Kampf der Kadetten wird geschildert, sondern etwa auch das dramatische Telefongespräch zwischen Moscardó und den Belagerern. Dramatischer Höhe- und Endpunkt des Films ist das Zusammentreffen von Coronel Moscardó und General Franco im zerstörten Innenhof der Festung, bei dem die titelgebenden Worte fallen: „Sin novedad en el Alcázar“ (deutsch „Nichts Neues im Alcázar“). Der Film stellt allerdings auch die transnationale Bedeutung des Medienereignisses besonders heraus: gegen Ende der Belagerung werden fiktive Titelblätter von Zeitungen aus aller Welt eingeblendet, die mit der Alcázar-Story aufmachen, so der New York Times, Le Journal, B.Z. am Mittag, Magyarország, Il Messaggero. In der Zeitschrift Primer Plano verglich Genino im November 1940 seinen Film mit der propagandistischen Wirkung von Sergej Eisensteins Panzerkreuzer Potemkin von 1927: „'Potemkin' steht für den Film über die zerstörerische Revolution. El Alcázar steht für den Film der konstruktiven Revolution. Abgesehen davon erhebt sich Sin novedad… über die Gewalt und über das Blut von 'Potemkin' durch die Poesie des Glaubens, durch die Strahlkraft seiner Frauen und Kinder, durch den Heldenmut seiner Männer, durch das Opfer all jener, die dort gefallen sind.“ Sin novedad en el Alcázar selbst ist also wirkungsästhetisch auch deutlich transnational angelegt: er soll zum einen – in Abgrenzung zu Eisenstein – der ideale faschistische Revolutionsfilm sein, aber offenbar auch – was der Titel mit seiner Anspielung an Erich Maria Remarques Im Westen nichts Neues verrät – auch der ideale faschistische Kriegsfilm.
Auch im Rundfunk des franquistischen Spaniens Radio Nacional de España wurde die Belagerung des Alcázars zielgruppengerecht inszeniert. So wurde etwa in der Kindersendung ondas animadas von einem populären Radio-Sprecher („El tío Fernando“) die Geschichte vom Alcázar in Märchenform erzählt. Im Zentrum steht auch hier wiederum die Opferung des Sohnes durch Moscardó.

### Mediale Inszenierungen in Deutschland
Die Übertragbarkeit des Alcázar-Mythos zeigt sich beispielhaft an der Konjunktur, die dieses Thema in den Medien des Dritten Reiches erlebte. Toledo wurde in den Jahren nach 1936 nicht nur zu einer Art Wallfahrtsort für deutsche Spanienreisende – so berichten etwa prominente Autoren des Dritten Reiches wie E. E. Dwinger 1937 und auch Will Vesper 1942 in ihren Reisenotizen ausführlich über den Alcazár – sondern auch zu einem Sujet insbesondere der Jugendliteratur. Die Tatsache, dass sich unter den Verteidigern des Alcázars einige junge Kadetten – also Offiziersschüler – befunden hatten, spielte in diesem Zusammenhang eine zentrale Rolle. Darauf weisen bereits die Titel einiger seit 1937 erschienener Bücher hin: etwa Erich Dietrichs Kriegsschule Toledo. Des jungen Spaniens Heldenkampf vom Alkazar 1937 und Hellmut Boerners Die Kadetten von Toledo von 1942. Aber auch Willibrord Menkes Heldenlied vom Alkazar und Rudolf Timmermans’ Die Helden des Alcázar. Ein Tatsachenbericht aus Toledo stellten 1937 den Kampf der Kadetten in den Vordergrund. Auch im deutschen Rundfunk wurde der Kampf der spanischen Kadetten im Alcázar für die nationalpolitische Erziehung der Jugend eingesetzt. In der reichsweit übertragenen „Stunde der jungen Nation“ wurde Anfang 1937 Roland Strunks Hörspiel Alcazar – Die Helden von Toledo gesendet. Der Autor war als Auslandskorrespondent des Völkischen Beobachters zu Beginn des Bürgerkrieges in Spanien gewesen und hatte im Oktober 1936 Toledo besucht. Mit dem Ende des Dritten Reiches endete die Präsenz des Alcázar-Mythos in Deutschland nicht abrupt. Die Tatsache, dass dem ehemaligen Kommandeur des Alcázar 1955 das Bundesverdienstkreuz verliehen wurde, zeigt, wie reibungslos sich die antikommunistische Symbolkraft des Alcázar-Mythos auch noch zur Zeit des Kalten Krieges instrumentalisieren ließ. Im selben Jahr kam auch der faschistische Propaganda-Film Sin novedad en el Alcázar von 1940 in einer neu geschnittenen Fassung in die bundesdeutschen Kinos.

### Mediale Inszenierungen in nicht-faschistischen Staaten
Noch im Jahr 1936 soll 20th Century Fox angekündigt haben, einen abendfüllenden Spielfilm zum Thema Alcázar zu produzieren. Regie sollte Henry King führen, als Hauptdarsteller waren bereits Barbara Stanwyck und Robert Taylor benannt. Die Realisierung dieses Projekts wurde allerdings durch den heftigen Widerstand pro-republikanischer Kreise in Hollywood verhindert. Die Schwierigkeiten bei der Verfilmung von Ernest Hemingways Roman Wem die Stunde schlägt zeigten bald darauf, dass man zwar einen pro-faschistischen Film verhindern konnte, ein offen pro-republikanisches Filmprojekt sich jedoch aus Rücksicht auf die außenpolitische Linie der USA in den dreißiger Jahren ebenso wenig durchsetzen ließ.